# Stellaria crispa
Stellaria crispa là loài thực vật có hoa thuộc họ Cẩm chướng. Loài này được Cham. & Schltdl. miêu tả khoa học đầu tiên năm 1826.